# Emilio Estevez
Emilio Estévez (New York, 12 maggio 1962) è un attore, regista, sceneggiatore e produttore cinematografico statunitense.

## Biografia

### Famiglia
È il primogenito degli attori Martin Sheen e Janet Templeton, e i suoi fratelli, tutti attori, sono Charlie Sheen, Ramon Estévez e Renée Estevez. Emilio al debutto sceglie di usare il cognome di famiglia al posto del nome d'arte del padre, per non rischiare di esservi accostato e non subire il continuo confronto che spesso subiscono i figli d'arte.

### Carriera d'attore
Emilio Estévez assume diversi ruoli nel cinema e nella televisione. Dopo una partenza come attore, diventerà regista, sceneggiatore e produttore. Negli anni ottanta fa parte del gruppo di attori chiamato Brat Pack che recita in film orientati ad un pubblico giovanile. Dei film di questo periodo, Estévez appare in I ragazzi della 56ª strada (The Outsiders) (1983), Nightmares - Incubi (Nightmares) (1983), Repo Man - Il recuperatore (Repo Man) (1984), Breakfast Club (1985), St. Elmo's Fire (1985) e Young Guns - Giovani pistole (1988) Cuba libre - La notte del giudizio
(1993) 
Nel decennio successivo Estévez è tra i protagonisti di una serie di film, The Mighty Ducks, della Disney: Stoffa da campioni (1992), Piccoli grandi eroi (1994) e Ducks - Una squadra a tutto ghiaccio (1996). Nel 2008 recita al fianco del fratello Charlie Sheen in un episodio della sit-com Due uomini e mezzo.

### Regia
Esordisce alla regia nel 1986 con Wisdom. Nel 2006 dirige e interpreta Bobby, film dal taglio politico dedicato alla figura di Robert Kennedy. Con questo film si affianca al padre Martin Sheen nel dedicare parte della professione all'impegno politico. La pellicola viene presentata in concorso con successo alla Mostra del Cinema di Venezia 2006. Nel 2010 dirige Il cammino per Santiago.

### Vita privata
Dal 1983 al 1986 è stato fidanzato con Carey Salley, da cui ha avuto due figli: Taylor (1983) e Paloma (1986); è stato fidanzato con Demi Moore, con cui ha recitato in Wisdom (1986). Dal 1992 al 1994 è stato sposato con la cantante Paula Abdul, mentre dal 2006 è legato alla scrittrice Sonja Magdevski.

## Filmografia

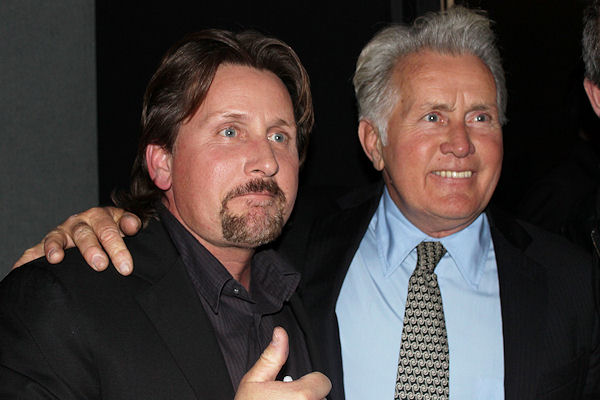
Emilio Estevez con il padre Martin Sheen a Londra nel 2011

### Attore

#### Cinema
- La rabbia giovane (Badlands), regia di Terrence Malick (1973)
- Un ragazzo chiamato Tex (Tex), regia di Tim Hunter (1982)
- I ragazzi della 56ª strada (The Outsiders), regia di Francis Ford Coppola (1983)
- Nightmares - Incubi (Nightmares), regia di Joseph Sargent (1983)
- Repo Man - Il recuperatore (Repo Man), regia di Alex Cox (1984)
- Breakfast Club, regia di John Hughes (1985)
- St. Elmo's Fire, regia di Joel Schumacher (1985)
- Due vite in una (That Was Then... This Is Now), regia di Christopher Cain (1985)
- Brivido (Maximum Overdrive), regia di Stephen King (1986)
- Wisdom, regia di Emilio Estevez (1986)
- Sorveglianza... speciale (Stakeout), regia di John Badham (1987)
- Young Guns - Giovani pistole (Young Guns), regia di Christopher Cain (1988)
- Young Guns II - La leggenda di Billy the Kid (Young Guns II), regia di Geoff Murphy (1990)
- Il giallo del bidone giallo (Men at Work), regia di Emilio Estevez (1990)
- Freejack - In fuga nel futuro (Freejack), regia di Geoff Murphy (1992)
- Stoffa da campioni (The Mighty Ducks), regia di Stephen Herek (1992)
- Palle in canna (National Lampoon's Loaded Weapon 1), regia di Gene Quintano (1993)
- Occhio al testimone (Another Stakeout), John Badham (1993)
- Cuba libre - La notte del giudizio (Judgment Night), regia di Stephen Hopkins (1993)
- Piccoli grandi eroi (D2: The Mighty Ducks), regia di Sam Weisman (1994)
- Ducks - Una squadra a tutto ghiaccio (D3: The Mighty Ducks), regia di Robert Lieberman (1996)
- Conflitti di famiglia (The War at Home), regia di Emilio Estevez (1996)
- Mission: Impossible, regia di Brian De Palma (1996)
- Sand, regia di Matt Palmieri (2000)
- The L.A. Riot Spectacular, regia di Marc Klasfeld (2005)
- Bobby, regia di Emilio Estevez (2006)
- Il cammino per Santiago (The Way), regia di Emilio Estevez (2010)
- The Public, regia di Emilio Estevez (2018)

#### Televisione
- Insight – serie TV, 3 episodi (1980-1981)
- To Climb a Mountain – film TV (1982)
- Incubo dietro le sbarre (In the Custody of Strangers) – film TV (1982)
- Avanzare fino al punto zero (Nightbreaker) – film TV (1989)
- Dollar for the Dead – film TV (1998)
- Late Last Night – film TV (1999)
- Rated X - La vera storia dei re del porno americano (Rated X) – film TV (2000)
- West Wing - Tutti gli uomini del Presidente (The West Wing) – serie TV, 1 episodio (2003)
- Due uomini e mezzo (Two and a Half Men) – serie TV, 1 episodio (2008)
- Stoffa da campioni - Cambio di gioco (The Mighty Ducks: Game Changers) – serie TV, 10 episodi (2021)

### Regista

#### Cinema
- Wisdom (1986)
- Il giallo del bidone giallo (Men at Work) (1990)
- Conflitti di famiglia (The War at Home) (1996)
- Rated X - La vera storia dei re del porno americano (Rated X) (2000)
- Culture Clash in AmeriCCa (2005)
- Bobby (2006)
- Il cammino per Santiago (The Way) (2010)
- The Public (2018)

#### Televisione
- The Guardian – serie TV, 3 episodi (2003-2004)
- Cold Case - Delitti irrisolti – serie TV, 2 episodi (2004-2005)
- CSI: NY – serie TV, 2 episodi (2005)
- Close to Home - Giustizia ad ogni costo – serie TV, 1 episodio (2005)
- Numb3rs – serie TV, 2 episodi (2008-2009)

### Sceneggiatore
- Due vite in una (That Was Then... This Is Now), regia di Christopher Cain (1985)
- Wisdom, regia di Emilio Estevez (1986)
- Il giallo del bidone giallo (Men at Work), regia di Emilio Estevez (1990)
- Bobby, regia di Emilio Estevez (2006)
- Il cammino per Santiago (The Way), regia di Emilio Estevez (2010)
- The Public, regia di Emilio Estevez (2018)

### Produttore
- Gangster per gioco (The Jerky Boys), regia di James Melkonian (1995)
- Conflitti di famiglia (The War at Home), regia di Emilio Estevez (1996)
- Il cammino per Santiago (The Way), regia di Emilio Estevez (2010)
- The Public, regia di Emilio Estevez (2018)

### Produttore esecutivo
- Stoffa da campioni - Cambio di gioco (The Mighty Ducks: Game Changers) - serie TV (2021)

## Citazioni
- Emilio Estevez viene nominato nel film "A Night At The Roxbury" per tre volte dai protagonisti del film. Inoltre viene nominato anche il tredicesimo film di Estevez: "Il Giallo del Bidone Giallo"
- Nella tredicesima puntata della terza stagione del telefilm Psych intitolata "Il giocatore scomparso"; il protagonista Shawn Spencer assume il falso nome di Emilio Estevez Esteveez per poter indagare in una squadra di football americano, ricordando ai giocatori di essere un parente di Charlie Sheen
- Nel videogioco Thimbleweed Park, il personaggio giocabile di Franklin assume un falso nome per poter prenotare in incognito una stanza d'albergo. Tra i nomi selezionabili vi è quello di Emilio Estevez.

## Doppiatori italiani
Nelle versioni in italiano delle opere in cui ha recitato, Emilio Estevez è stato doppiato da:
- Riccardo Rossi in St. Elmo's Fire, Il giallo del bidone giallo, Freejack - In fuga nel futuro, Palle in canna, Occhio al testimone, Cuba libre - La notte del giudizio
- Massimo De Ambrosis in Ducks - Una squadra a tutto ghiaccio, Bobby, Stoffa da campioni - Cambio di gioco
- Mauro Gravina in Breakfast Club, Sorveglianza... speciale
- Vittorio Guerrieri in Conflitti di famiglia, Rated X - La vera storia dei re del porno americano
- Gianni Bersanetti ne I ragazzi della 56ª strada
- Francesco Pannofino in Repo Man - Il recuperatore
- Massimo Giuliani in Brivido
- Loris Loddi in Young Guns - Giovani pistole
- Fabio Boccanera in Young Guns II - La leggenda di Billy the Kid
- Massimo Lodolo in Stoffa da campioni
- Francesco Bulckaen in Un dollaro per morire
- Vittorio De Angelis in Mission: Impossible
- Antonio Sanna in Piccoli grandi eroi
- Simone D'Andrea ne Il cammino per Santiago

Da doppiatore è sostituito da:
- Mario Milita in Young Guns - Giovani pistole (voce narrante)